# 1998

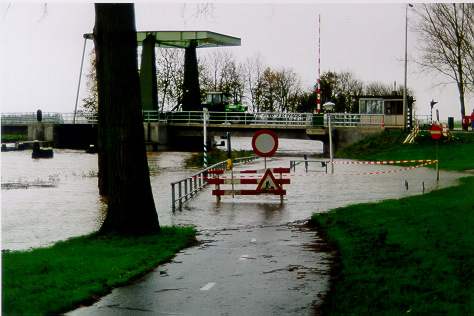
Wateroverlast in de Noordoostpolder. Het is een uitzonderlijk nat jaar voor Nederland, waarin in het laatste kwartaal tweemaal op grote schaal wateroverlast plaatsvindt. De eerste is op 13 en 14 september in het zuidwesten, de tweede op 27 en 28 oktober in het noordoosten.

Het jaar 1998 is een jaartal volgens de christelijke jaartelling.

## Gebeurtenissen
januari
- 1 - België: de openbare omroep in Vlaanderen, BRTN, wordt omgedoopt tot VRT.
- 1 - Hutu-rebellen doden in Burundi 150 burgers in de buurt van de luchthaven van Bujumbura.
- 1 - Verenigde Staten: een rookverbod gaat in voor alle bars en restaurants in Californië.
- 2 - In Thailand levert de bevolking sieraden in om de financiële crisis in het land te bestrijden.
- 3 - Voor het eerst bereiken twee Belgen, Dixie Dansercoer en Alain Hubert (respectievelijk te voet en op ski's), de noordpool. Zie ook 10 februari.
- 3 - De afgezette en eerder dood gewaande leider van de Rode Khmer, Pol Pot, ontvlucht Cambodja.
- 4 - In de archieven van de BBC worden een reeks verloren gewaande opnames van de Rolling Stones (1963-1965) teruggevonden.
- 4 - Daniel arap Moi "wint" - zoals verwacht - opnieuw de presidentsverkiezingen in Kenia.
- 5 - De wereldberoemde kleine zeemeermin in de haven van de Deense hoofdstad Kopenhagen wordt voor de tweede keer in korte tijd onthoofd.
- 5 - In Antwerpen gaat de nieuwe film van Stijn Coninx, Licht, in première.
- 6 - Het ruimtevaartuig Lunar Prospector wordt gelanceerd en zou later bewijzen vinden van de aanwezigheid van ijs op het maanoppervlak.
- 7 - Luc Van Lierde en Gella Vandecaveye worden uitgeroepen tot respectievelijk Belgisch sportman en -vrouw van het jaar 1997.
- 7 - De Amerikaanse superproductie Titanic begint in Vlaanderen aan een echte veroveringstocht.
- 8 - Ramzi Yousef uit Koeweit wordt tot levenslang veroordeeld voor het beramen van de bomaanslag op het World Trade Center in 1993.
- 8 - Ontdekking van de chemische stof die ervoor zorgt dat nicotine verslavend werkt.
- 8 - Een windhoos richt aanzienlijke schade aan langs de Britse en Franse kust. In Frans-Vlaanderen wordt zelfs een heel dorp weggeblazen.
- 9 - De Rus Anatoli Karpov blijft in Lausanne wereldkampioen schaken (FIDE) na winst tegen zijn uitdager, de Indiër Viswanathan Anand.
- 9 - Kosmologen kondigen aan dat de expansiesnelheid van het universum aan het vergroten is.
- 10 - Het bestuurscomité van de Belgische politieke partij PSC bevestigt de uitsluiting van oud-voorzitter Gérard Deprez.
- 11 - Na dagenlange ijsregen zitten in het noordoosten van de Verenigde Staten en in het naburige Canada meer dan vier miljoen mensen zonder verwarming, licht of water.
- 11 - De Nederlandse dartsspeler Raymond van Barneveld wint voor de eerste maal in zijn carrière de Embassy door in een spannende finale de Welshman Richie Burnett met 6-5 te verslaan.
- 12 - Op de wereldkampioenschappen zwemmen in Perth wint de Vlaming Frédérik Deburghgraeve de titel op de 100 meter schoolslag.
- 12 - Bij een gewelddadige overval op een geldtransport in het Belgische Borgworm komen twee geldkoeriers om het leven.
- 12 - Onder druk van de raad van bestuur neemt Adrien Vanden Eede ontslag als voorzitter van het Belgisch Olympisch en Interfederaal Comité (BOIC).
- 12 - Dertien Europese landen gaan ermee akkoord om het klonen van mensen te verbieden.
- 14 - Antarctica wordt officieel beschermd natuurgebied. De eerstvolgende 50 jaar zijn er alleen nog maar wetenschappelijke en vreedzame activiteiten toegestaan.
- 14 - De Algerijnse regering weigert de toegang tot het land aan een delegatie van de EU-trojka, die haar solidariteit wou betuigen en manieren voor humanitaire hulp aan de bevolking wou uitwerken.
- 15 - Oost-Slavonië komt weer onder Kroatisch bestuur. De laatste VN-blauwhelmen, onder wie ook een aantal Belgen, verlaten de streek.
- 16 - In Turkije verbiedt het constitutioneel hof de Islamitische Welvaartspartij (Refah) van oud-premier Necmettin Erbakan wegens fundamentalistische activiteiten.
- 17 - Paula Jones beschuldigt de Amerikaanse president Bill Clinton van seksuele intimidatie.
- 18 - De Belgische film Ma vie en rose van Alain Berliner krijgt in Los Angeles de Golden Globe voor de beste niet-Engelstalige film.
- 19 - Honduras en El Salvador ondertekenen een vredesakkoord, waarmee de (voetbal)oorlog - die in 1969 uitbrak - formeel wordt beëindigd.
- 21 tot en met 26 januari - Paus Johannes Paulus II brengt een historisch bezoek aan Cuba en Fidel Castro.
- 26 - Bill Clinton ontkent op de Amerikaanse televisie dat hij een seksuele relatie had met stagiaire Monica Lewinsky.
- 26 - Compaq neemt Digital Equipment Corporation over.
- 28 - Autoconstructeur Ford kondigt de overname van sectorgenoot Volvo aan voor €4,96 miljard.

februari
- 1 - De Belgische veldrijders beleven een nooit eerder gekend succes op de wereldkampioenschappen in Denemarken. Mario De Clercq wint de titel bij de eliterenners voor Erwin Vervecken. Sven Nys wordt wereldkampioen bij de beloften voor Bart Wellens.
- 2 - In de Algerijnse provincie Tiemcen vermoorden als politieman verklede rebellen 15 mensen. De Algerijnse veiligheidstroepen doden ten zuiden van de hoofdstad Algiers 60 rebellen.
- 3 - Kabelliftramp in Cavalese: de staart van een laagvliegende Amerikaanse militaire straaljager raakt in het Italiaanse skioord Cavalese de kabel van een skilift. Een gondel van een kabelbaan stort 80 meter naar beneden en 20 mensen komen om, onder wie vijf Belgen.
- 4 - Bij een aardbeving van 6.1 op de schaal van Richter in Noord-Afghanistan komen meer dan 5000 mensen om. Zie ook 30 mei.
- 6 - De naam van Washington National Airport wordt veranderd in Ronald Reagan Washington National Airport.
- 6 - Kroonprins Abdullah wordt bij verordening van zijn vader koning Hoessein de nieuwe leider van Jordanië.
- 6 - Op Corsica komt prefect Claude Érignac (60) bij een aanslag om het leven. Deze politieke moord wordt door Corsicaanse nationalisten opgeëist. Ze veroorzaakt een golf van verontwaardiging in heel Frankrijk.
- 7 - Ballonvaarder Wim Verstraeten en zijn twee maats landen met hun Breitling Orbiter op 125 km ten noorden van de Birmaanse hoofdstad Rangoon. Het drietal verbetert met een tocht van 9 dagen, 17 uur en 55 minuten het toenmalige duurrecord in de geschiedenis van de luchtvaart.
- 8 - Op de Olympische Winterspelen in het Japanse Nagano behaalt de Belgische snelschaatser Bart Veldkamp een bronzen medaille op de 5000 meter.
- 9 - De Georgische president Edoeard Sjevardnadze ontsnapt in het centrum van de hoofdstad Tbilisi aan een aanslag.
- 10 - De Belgen Dixie Dansercoer en Alain Hubert ronden met succes hun tocht te voet over Antarctica af. Zie ook 3 januari.
- 12 - De Congolese oppositieleider Étienne Tshisekedi wordt in Kinshasa door militairen opgepakt en naar het binnenland verbannen.
- 12 - Koning Albert II opent in Brussel officieel het nieuwe gebouw van het Europees Parlement.
- 12 - Vicepresident Al Gore en een aantal Amerikaanse autofabrikanten sluiten een convenant om schonere auto's te gaan produceren.
- 13 - Het Australische parlement keurt de overgang naar een presidentieel systeem goed.
- 14 - Twee dagen vóór de parlementsverkiezingen in India komen bij een reeks bomexplosies 32 mensen om het leven.
- 14 - Tijdens de autorally Boucles de Spa gaat een wagen uit de bocht en maait vijf mensen neer. Een ervan komt om het leven.
- 15 - Glafkos Klerides wordt herkozen als president van Cyprus.
- 16 - Libië nodigt paus Johannes Paulus II uit voor een bezoek aan hun land.
- 16 - In de Verenigde Staten ontstaat opschudding nadat in het Californische Tarzana een baby is geboren die zich ontwikkeld heeft uit een embryo dat 7,5 jaar geleden ingevroren is geweest.
- 18 - Op vraag van de Verenigde Staten stuurt België het fregat Westdiep naar de Perzische Golf in het kader van de crisis rond Irak.
- 19 - In Auckland (Nieuw-Zeeland) begint een stroomonderbreking die 66 dagen zal duren.
- 20 - Sinn Féin mag gedurende twee weken niet deelnemen aan het vredesoverleg over Noord-Ierland wegens de betrokkenheid van het Iers Republikeins Leger bij twee moorden.
- 22 - VN-secretaris-generaal Kofi Annan bereikt een akkoord met Saddam Hoessein over de voortzetting van de VN-wapeninspecties.
- 22 - De film Central do Brasil van de Braziliaan Walter Salles wint op het festival van Berlijn de Gouden Beer.
- 25 - Het Cubaans parlement verkiest unaniem Fidel Castro voor een nieuwe termijn van vijf jaar als president. Fidels broer, Raúl, blijft vicepresident.
- 25 - Op de uitreiking van de Grammy Awards wordt Bob Dylan drie keer met een prijs bedacht: beste album, beste mannelijke rockzanger en beste hedendaags folkalbum van 1997.
- 27 - De gedwongen sluiting van Renault Vilvoorde één jaar geleden wordt herdacht met de onthulling van het standbeeld 'Strijd voor Arbeid' van de Vilvoordse kunstenaar Rik Poot.
- 28 - De afgelopen maand februari is de droogste van deze eeuw.
- 28 - De Russische president Boris Jeltsin ontslaat drie ministers.
- 28 - In Kosovo vallen 20 doden bij een treffen tussen Albanese Kosovaren en de ordestrijdkrachten.

maart
- 1 - De voormalige Chileense president Augusto Pinochet treedt af als legerleider.
- 1 - Het Europees Handvest voor regionale talen of talen van minderheden, dat in 1992 door de Raad van Europa vastgesteld werd, treedt in werking. Het doel van dit handvest is enerzijds de bescherming en bevordering van regionale talen en talen van minderheden als bedreigd onderdeel van het Europees cultureel erfgoed, en anderzijds sprekers van regionale talen of talen van minderheden de mogelijkheid te bieden deze talen zowel in het openbare als persoonlijke leven te gebruiken.
- 2 - Uit gegevens van de Galileosonde blijkt dat Jupiters maan Europa een vloeibare oceaan heeft onder een dikke laag ijs.
- 13 - Child Focus wordt opgericht in België.
- 14 - Een aardbeving met een kracht van 6.9 op de schaal van Richter treft het zuidwesten van Iran.
- 23 - De Amerikaanse film Titanic krijgt 11 Oscars.
- 24 - Staking van 119 gedetineerden in de Leeuwarder gevangenis "De Marwei".
- 28 - De Japanse schaatser Shimizu rijdt als eerste de 500 meter onder de 35 seconden: 34,82.
- 30 - Marcelo Ríos lost Pete Sampras na 102 weken af als nummer één op de wereldranglijst der tennisprofessionals; de Chileen moet die positie echter na vier weken alweer afstaan aan diezelfde Amerikaan.

april
- 3 - Sneeuwwitje, de allereerste musical van Studio 100, gaat in première.
- 5 - In Japan wordt de Akashi-Kaikyobrug geopend voor alle verkeer. De €2,9 miljard kostende brug is de langste hangbrug ter wereld.
- 7 - Den Bosch wint de landstitel in de Nederlandse hockeyhoofdklasse door in de derde en beslissende wedstrijd van de finale van de play-offs met 2-1 te winnen van titelverdediger Amsterdam.
- 7 - De Engelse zanger George Michael wordt gearresteerd voor een "oneerbare daad" in een openbaar toilet in Beverly Hills, Californië. Hierdoor wordt hij gedwongen, na jarenlange hardnekkige geruchten, uit de kast te komen. Kort daarna maakt hij een ironisch loflied, Outside, dat is gebaseerd op die gebeurtenis.
- 10 - Het Goede Vrijdag-akkoord voor het oplossen van de problemen in Noord-Ierland wordt getekend door het Verenigd Koninkrijk, Ierland en de meeste Noord-Ierse partijen.
- 23 - Marc Dutroux ontsnapt uit het gerechtsgebouw van Neufchâteau. Vier uur later wordt hij in de Ardense bossen van Herbeumont opgemerkt door een boswachter en gearresteerd. Minister van Justitie Stefaan De Clerck (CD&V) en minister van Binnenlandse Zaken (SP) Johan Vande Lanotte hebben ondertussen al hun ontslag gegeven. Twee jaar later, in 2000, wordt Dutroux veroordeeld tot vijf jaar extra cel voor die ontsnapping.
- 23 - De arrestatie van een jonge Marokkaan op het August Allebéplein in de Amsterdamse wijk Overtoomse Veld leidt tot hevige onlusten. De politie wordt geconfronteerd met een nieuw fenomeen: de relschoppers hebben in een mum van tijd met hun mobiele telefoons honderden jongeren en vrienden gemobiliseerd. De rellen gaan tot middernacht door en leiden tot het initiatief van de "buurtvaders".
- 24 - Nederland eindigt als achtste en laatste bij het wereldkampioenschap ijshockey voor B-landen (divisie I) in Slovenië, en degradeert daardoor naar de C-poule.
- 25 - De Zwitser Rolf Järmann wint Nederlands enige wielerklassieker, de Amstel Gold Race.

mei
- 1 tot en met 16 mei - Amsterdam is gastheer van het eerste officiële wereldkampioenschap rugby voor vrouwen. Aan het toernooi doen zestien landen mee. Nieuw-Zeeland wint, Nederland eindigt als dertiende.
- 3 - Sneeuwwitje, de allereerste musical van Studio 100, speelt zijn laatste voorstelling.
- 6 - In Nederland worden Tweede Kamerverkiezingen gehouden. De paarse coalitie behoudt haar meerderheid.
- 6 - In Parijs wint FC Internazionale Milano de UEFA Cup door in een Italiaanse voetbalfinale SS Lazio met 3-0 te verslaan.
- 7 - Computerbedrijf Apple stelt de iMac voor.
- 7 - Alle geldautomaten in Nederland worden gekoppeld, waardoor het 'gastgebruik' mogelijk wordt.
- 11 - India voert haar tweede reeks ondergrondse atoomproeven uit in de Rajasthanwoestijn.
- 13 - De V.S. en Japan stellen economische sancties tegen India voor vanwege diens atoomproeven.
- 13 - Chelsea wint de Europa Cup II. In de finale in Stockholm is de Engelse voetbalclub met 1-0 te sterk voor het Duitse VfB Stuttgart.
- 14 - Het vernieuwde station 's-Hertogenbosch wordt officieel heropend.
- 15 - Op verzoek van het Nederlands Centrum voor Volkscultuur en Immaterieel Erfgoed, het Meertens Instituut en het Nederlands Openluchtmuseum noteren 50.000 Nederlanders een dag lang hun doen en laten onder het motto Brieven aan de toekomst.
- 17 - In Zürich wint Zweden de wereldtitel ijshockey door Finland over twee duels te verslaan.
- 18 - De V.S. en 20 Amerikaanse staten starten een rechtszaak tegen Microsoft.
- 19 - Opening van de World Golf Hall of Fame in St. Augustine (Florida).
- 20 - Jeltje van Nieuwenhoven wordt de eerste vrouwelijke voorzitter van de Nederlandse Tweede Kamer.
- 20 - Real Madrid wint de Champions League. In de finale in Amsterdam is de Spaanse voetbalclub met 1-0 te sterk voor het Italiaanse Juventus.
- 21 - President Soeharto van Indonesië treedt na 32 jaar af, waardoor vicepresident B.J. Habibie de derde president van het land wordt.
- 21 - Kipland Kinkel schiet in de Thurston High School in Springfield in de Amerikaanse staat Oregon twee leerlingen dood en verwondt er 25 andere nadat hij thuis zijn ouders eerst ook al had vermoord.
- 21 - In Lissabon gaat de Expo '98 door. 12 miljoen bezoekers wonen de wereldtentoonstelling bij.
- 27 - Tijdens een felle uitslaande brand wordt de Sint-Petruskerk in Oisterwijk grotendeels in de as gelegd, ondanks verwoede pogingen van de brandweerkorpsen van onder andere Oisterwijk en Tilburg om de brand te blussen.
- 30 - Een aardbeving van 6.6 op de schaal van Richter maakt in het noorden van Afghanistan opnieuw meer dan 5000 slachtoffers. Zie ook 4 februari.
- 31 - Titelverdediger Australië verslaat de Nederlandse hockeysters in de finale van het WK hockey in Utrecht met 3-2.

juni
- 1 - In het tot hockeyarena omgebouwde Nieuw-Galgenwaard herovert de Nederlandse mannenhockeyploeg de wereldtitel door Spanje in de verlenging van de finale van het WK op de knieën te dwingen: 3-2. Teun de Nooijer maakt de golden goal.
- 3 - Treinramp bij Eschede: in de Duitse stad Eschede komen 101 mensen om als een Intercity-Express-hogesnelheidstrein ontspoort.
- 5 - Japan lanceert een sonde naar Mars en voegt zich zo bij de V.S. en Rusland als natie die aan ruimteonderzoek doet.
- 7 - In Jasper wordt de zwarte James Byrd jr. door drie blanken met een ketting aan hun auto geknoopt en over drie mijl meegesleept en daardoor vermoord. De daders, sympathisanten van de Aryan Brotherhood en de Ku Klux Klan, worden later veroordeeld tot tweemaal de doodstraf en eenmaal levenslang.
- 10 - De Organisatie van Afrikaanse Eenheid neemt een motie aan waarin staat dat haar lidstaten geen gehoor meer zullen geven aan de door de VN-Veiligheidsraad aan Libië opgelegde sancties.
- 12 - In België wordt de A17A17 voltooid, die loopt vanuit Marquain, in de buurt van Doornik en het FranseRijsel, en loopt noordwaarts, voorbij Kortrijk, Roeselare en Torhout naar Zeebrugge.

- 16 - Het Woordenboek der Nederlandsche Taal (WNT) is klaar. Het grootste woordenboek ter wereld[1] beschrijft tussen de 350.000 en 400.000 woorden.

juli
- 2 - Koningin Beatrix en prins Claus van Nederland arriveren in Warschau voor een staatsbezoek van drie dagen.
- 12 - Gastland Frankrijk wint voor de eerste keer in zijn geschiedenis de wereldtitel door Brazilië met 3-0 te verslaan in de finale van het WK voetbal.
- 15 - De "rode haan" wordt officieel erkend als de vlag van Wallonië.
- 15 - De United States Postal Service geeft een postzegel uit van 32 cent met daarop de gospelzangeres Sister Rosetta Tharpe.
- 17 - Tsaar Nicolaas II van Rusland en zijn familie worden in de Sint-Catherinakapel in Sint-Petersburg begraven, 80 jaar nadat ze door Bolsjewieken waren vermoord.
- 17 - Een tsunami, gegenereerd door een onderzeese aardbeving, vernielt 10 dorpen en doodt 1500 mensen in Papoea-Nieuw-Guinea.
- 30 - Na de afronding van de kabinetsformatie draagt Frits Bolkestein de leiding van de VVD over aan Hans Dijkstal.

augustus
- 1 - Opening vijfde editie van de Gay Games door burgemeester Schelto Patijn in de Amsterdam Arena. De Gay Games vinden plaats van 1 tot en met 8 augustus.
- 2 - Marco Pantani wint de 85e en een door dopingschandalen geteisterde editie van de Ronde van Frankrijk. De Italiaanse wielrenner neemt de titel over van zijn Duitse collega Jan Ullrich, die ditmaal tweede wordt.
- 3 - In Nederland wordt het kabinet-Kok II (= "Paars II") beëdigd.
- 7 - Bomaanslagen op de Amerikaanse ambassades in Nairobi en Dar es Salaam. 224 mensen komen om, meer dan 4500 raken gewond.
- 11 - Op de Brunssummerheide wordt de elfjarige Nicky Verstappen dood aangetroffen. Hij werd vermoord.
- 15 - Bij een autobomaanslag in Noord-Ierland van het Real IRA komen 29 mensen om en raken er meer dan 200 anderen gewond.
- 17 - Rusland staakt de aflossing van zijn buitenlandse schulden en devalueert de roebel. Dit staatsbankroet brengt in een klap de economie tot stilstand.
- 20 - Het Canadese hooggerechtshof bepaalt dat de provincie Quebec zichzelf niet wettelijk van Canada kan afscheuren zonder de goedkeuring van de federale regering.
- 20 - De V.S. vuurt kruisraketten af op vermeende Al Qaida-kampen in Afghanistan en een mogelijke productieplaats van chemische wapens in Soedan als vergelding voor de aanslagen op haar ambassades eerder die maand.
- 23 - De Russische president Jeltsin ontslaat wegens de financiële chaos in het land al na een paar maanden de regering van Sergej Kirijenko en roept Victor Tsjernomyrdin terug.
- 31 - Noord-Korea lanceert zijn eerste satelliet: Kwangmyongsong.

september
- 2 - Een McDonnell Douglas MD-11 van Swissair, vlucht 111 stort neer in Peggys Cove (Nova Scotia) tijdens haar vlucht van New York naar Genève. Alle 229 inzittenden aan boord komen om.
- 2 - Een VN-tribunaal bevindt de voormalig burgemeester van een stadje in Rwanda, Jean-Paul Akayesu, schuldig aan negen gevallen van genocide. Het is de eerste keer dat het verdrag tegen genocide uit 1948 wordt toegepast.
- 4 - Oprichting van Google.
- 14 - In Algerije wordt de GSPC gevormd, een afscheuring van de GIA.
- 16 - Na de veertigste ondertekening door Burkina Faso wordt het verdrag tegen landmijnen een bindende internationale wet.
- 22 - Semira Adamu, een Nigeriaanse asielzoekster die in België tevergeefs politiek asiel zocht, sterft nadat twee rijkswachters tijdens een poging tot repatriëring de kussenmethode toepassen.
- 25 - De orkaan Georges zaait dood en verderf in Midden-Amerika. Honderden mensen komen om het leven, en de schade wordt geschat op €750 miljoen.
- 27 - Na 16 jaar regering van CDU's Helmut Kohl wint de SPD de verkiezingen in Duitsland. Gerhard Schröder wordt de nieuwe bondskanselier.
- 27 - Het Zambiaans voetbalelftal wint ook de tweede editie van de COSAFA Cup.

oktober
- 1 - Het Wye-akkoord voor een gedeeltelijke terugtrekking van het Israëlische leger uit de Westelijke Jordaanoever wordt gesloten.
- 3 - TMF Vlaanderen start zijn uitzendingen.
- 7 - Matthew Shepard wordt in Wyoming zwaar mishandeld vanwege zijn homoseksualiteit, en overlijdt vijf dagen later in het ziekenhuis.
- 12 - Lindsay Davenport lost Martina Hingis na tachtig weken af als de nieuwe nummer één op de wereldranglijst der proftennissters; de Amerikaanse moet die positie na zeventien weken echter alweer afstaan aan haar Zwitserse collega.
- 16 - De Britse politie plaatst de Chileense generaal Augusto Pinochet onder huisarrest tijdens diens medische behandeling in het land.
- 18 - Door de explosie van Jesse in Nigeria komen 1.082 mensen om het leven, waarmee het een van de dodelijkste explosies ooit is. De stad ligt ongeveer 290 km zuidoostelijk van Lagos. De explosie vindt plaats na een lekkage waarbij brandstof vrijkomt. Waarschijnlijk heeft een brandende sigaret de explosie veroorzaakt.
- 18 - De voormalige Chileense dictator Augusto Pinochet wordt gearresteerd in Londen.
- 25 - Op het Duitse gedeelte van de Waddenzee, ter hoogte van het eiland Amrum, vliegt het vrachtschip Pallas in brand en slaat lek. Het schip was geladen met hout en olie. In totaal stroomt zo'n 40.000 liter olie in zee, waardoor tienduizenden vogels besmeurd raken en sterven.
- 29 - Door overvloedige regenval in het noorden van Nederland stijgt het water in een aantal vaarten en kanalen zodanig dat gevreesd wordt voor overstromingen. Om de nood te keren wordt besloten rond 16.00 uur de dijk van het A.G. Wildervanckkanaal en van het Meedenerdiep door te steken, waardoor de Tussenklappenpolder onder water loopt.
- 29 - Spaceshuttle Discovery wordt gelanceerd met de 77-jarige John Glenn aan boord, waardoor die laatste op dat moment de oudste persoon ooit in de ruimte is.

november
- 1 - De eerste delen van het internationale ruimtestation ISS worden gelanceerd.
- 1 - Het Europees Hof voor de Rechten van de Mens wordt opgericht.
- 8 - In de Pakistaanse stad Lahore wint de Nederlandse hockeyploeg voor de vierde keer de Champions Trophy.
- 9 - In het Verenigd Koninkrijk wordt de doodstraf officieel afgeschaft.
- 13-14 - De Amerikaanse president Bill Clinton beveelt een luchtaanval op Irak, maar blaast die op het laatste moment weer af wanneer Irak medewerking met de UNSCOM-wapeninspecteurs belooft.
- 23 - In België wordt de wettelijke samenwoning ingevoerd, een "tussenvorm" tussen het feitelijk samenwonen en het huwelijk. Hiervoor worden de artikelen 1475 tot 1479 in het Burgerlijk Wetboek ingevoegd. Het wettelijk samenwonen is mogelijk tussen eender welke twee personen die een woning delen, dus van hetzelfde of verschillend geslacht, al dan niet familie, en al dan niet met een seksuele relatie.
- 24 - Amerika Online (AOL) kondigt de overname van Netscape Communications via een aandelenruil van €3,2 miljard aan.
- 26 - De Britse premier Tony Blair spreekt het Iers parlement toe.
- 27 - De Nederlandse schippersbeurs wordt gesloten.
- 30 - Deutsche Bank kondigt de overname van Bankers Trust aan. De deal is €7,7 miljard waard en zorgt voor de vorm van de grootste financiële instelling ter wereld.

december
- 1 - Het Amerikaanse Huis van Afgevaardigden stemt voor impeachment (afzettingsprocedure) van president Bill Clinton.
- 1 - Oliebedrijf Exxon kondigt de overname van Mobil aan. Na de deal van €56,7 miljard vormt ExxonMobil de grootste onderneming van de wereld.
- 6 - Hugo Chávez Frías wordt tot president van Venezuela verkozen.
- 16 tot en met 19 december - Amerikaanse en Britse luchtaanvallen op Irak.
- 29 - Leiders van de Rode Khmer verontschuldigen zich voor de genocide in Cambodja in de jaren zeventig, waarbij meer dan 1 miljoen mensen omkwamen.

### zonder datum
- Nederland, België, Luxemburg, Duitsland, Finland, Frankrijk, Ierland, Italië, Oostenrijk, Portugal en Spanje slagen voor hun "EMU-examen". Griekenland zit in de wachtkamer. Het Verenigd Koninkrijk, Denemarken en Zweden doen niet mee.
- Het Antwerpse schepencollege beslist dat er op de Hanzestedenplaats een nieuw museum voor stad, haven en scheepvaart zal komen. Daarin zullen de collecties van het voormalige Volkskundemuseum en deels van het Vleeshuis worden ondergebracht. De naam Museum aan de Stroom (MAS) valt voor het eerst.
- Philips verplaatst zijn hoofdkantoor van Eindhoven naar Amsterdam.
- De spanning tussen India en Pakistan, die elkaar de deelstaat Kasjmir betwisten, loopt verder op doordat beide landen kernproeven uitvoeren.
- In Duitsland wordt een sinds 84 jaar verloren gewaande film teruggevonden: In Nacht und Eis.

## Muziek

### Klassieke muziek
- 20 februari: eerste uitvoering van Mozaiko van Leonardo Balada
- 26 februari: eerste uitvoering van de zesde symfonie van William Bolcom
- 12 maart: eerste uitvoering van Fresco van Magnus Lindberg
- 13 maart: eerste uitvoering van Concierto mágico van Leonardo Balada
- 26 maart: eerste uitvoering van Symfonie nr. 4 van Emil Tabakov
- 3 april: eerste uitvoering van Hallelujah Junction van John Adams
- 26 april: eerste uitvoering van Slaapliedje voor Anne-Sophie (Mutter) van Witold Lutosławski
- 6 juni: eerste uitvoering van Campana in aria van Magnus Lindberg
- 13 juni: eerste uitvoering van The Caledonian Road van Sally Beamish
- 17 juni: eerste uitvoering van In memoriam Patrick Pearse van Arnold Bax, dat hij al in 1916 geschreven had
- 16 augustus: eerste uitvoering van Bridging the day van Sally Beamish
- 16 september: eerste uitvoering van het Vioolconcert van Erkki-Sven Tüür
- 21 september: eerste uitvoering van Alma III: Soma van Jukka Tiensuu
- 20 december: eerste uitvoering van Tien studies voor piano van Hans Abrahamsen

### Populaire muziek
Bestverkochte singles in Nederland:
1. Céline Dion - My Heart Will Go On
2. Boyzone - No Matter What
3. Janet Jackson - Together Again
4. Run-D.M.C. vs. Jason Nevins - It's Like That
5. Acda en De Munnik - Niet Of Nooit Geweest
6. Vengaboys - Boom, Boom, Boom, Boom!!
7. Des'ree - Life
8. Brandy & Monica - The Boy Is Mine
9. Natalie Imbruglia - Torn
10. Marco Borsato - De Bestemming

Bestverkochte albums in Nederland:
1. Marco Borsato - De Bestemming
2. Céline Dion - Let's Talk About Love
3. Eros Ramazzotti - Eros
4. Madonna - Ray Of Light
5. U2 - The Best of 1980-1990 - 1990 & B-Sides
6. Anouk - Together Alone
7. James Horner - Titanic
8. Era - Era
9. Total Touch - This Way
10. Volumia! - Volumia!

- Doorbraak van BLØF met "Liefs uit Londen".

## Beeldende kunst

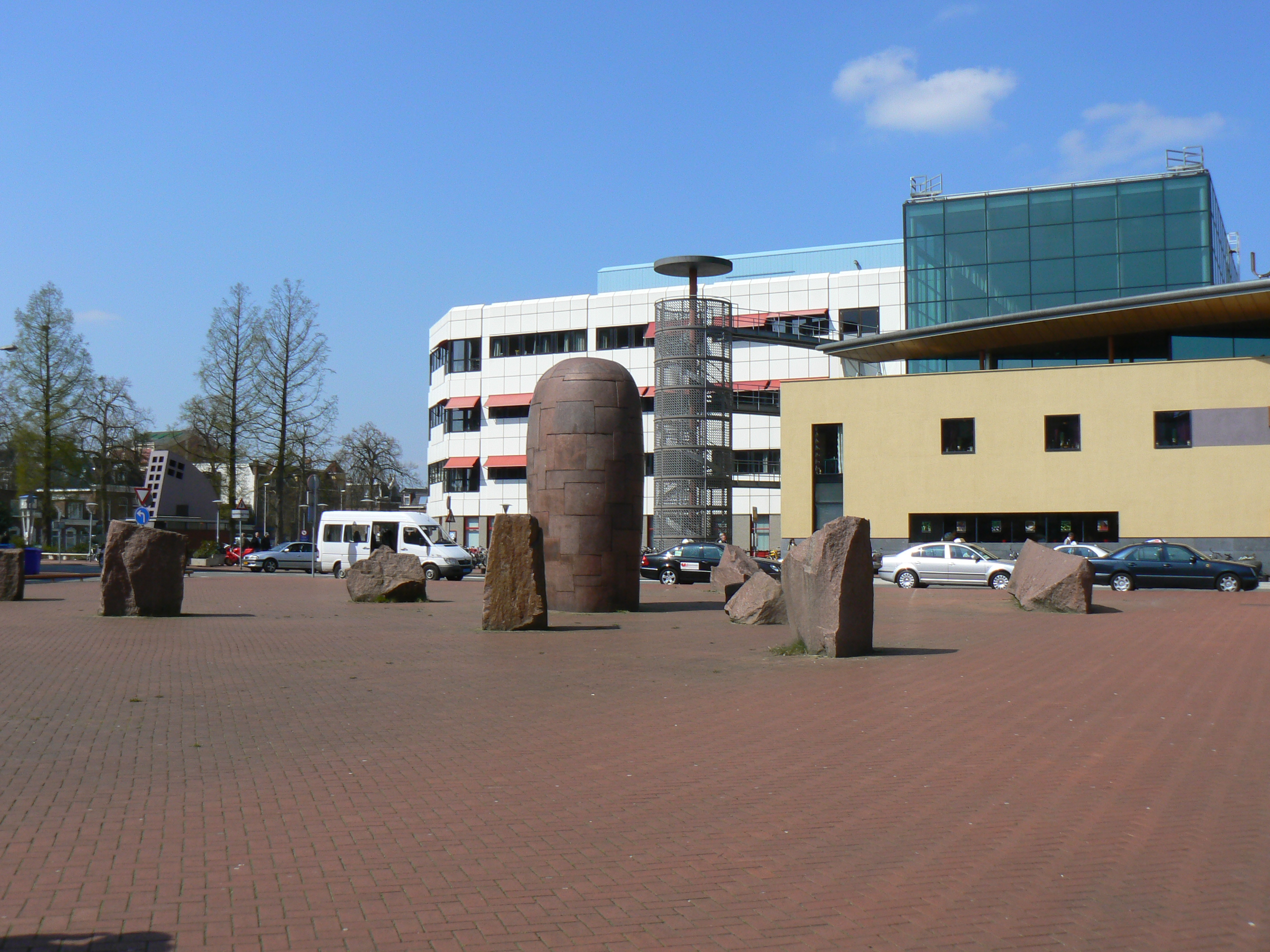
Het rode geheim (1998) Sigurdur Gudmundsson, Universitair Medisch Centrum Groningen

## Bouwkunst

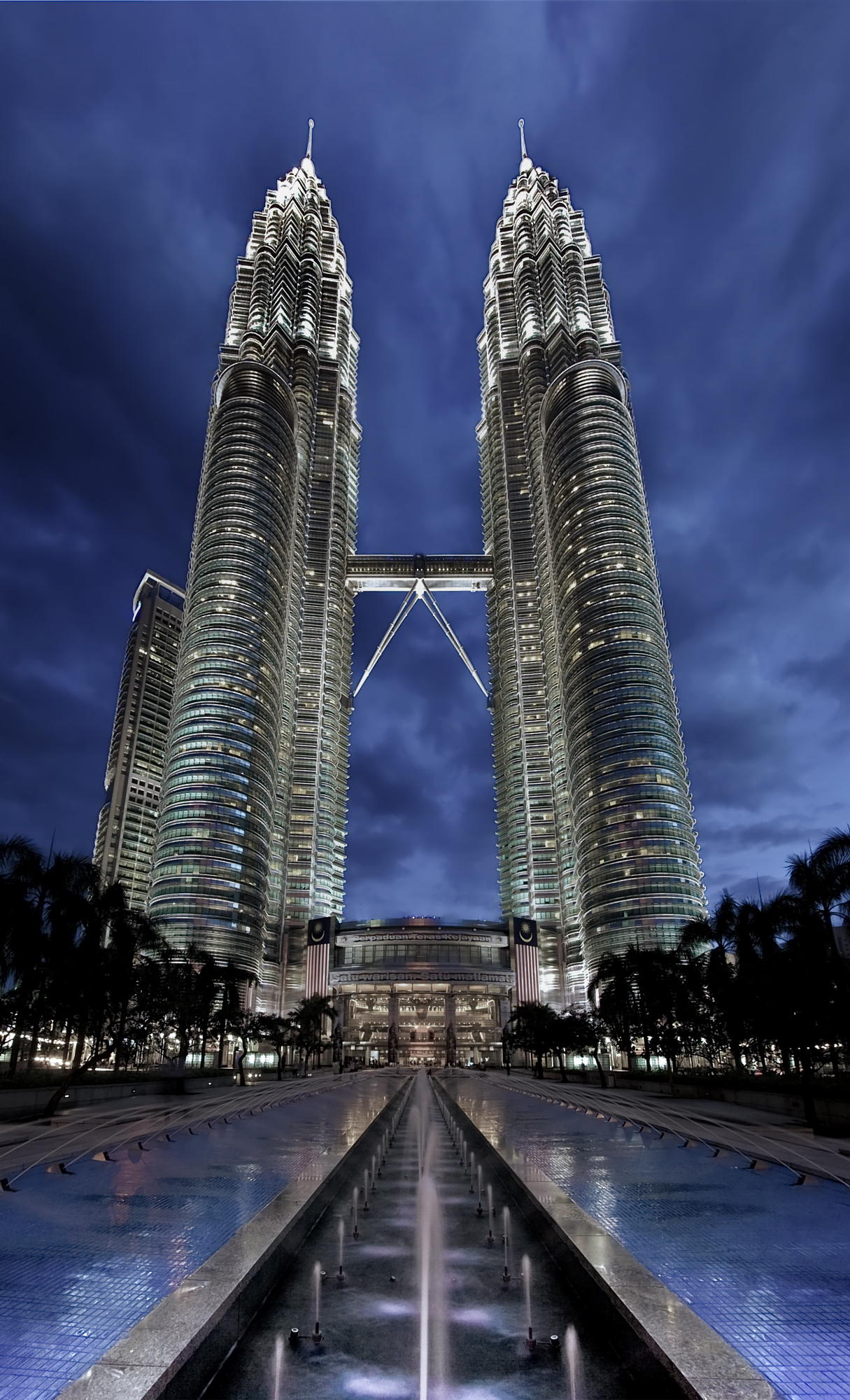
Petronas Twin Towers, Kuala Lumpur (1998) Cesar Pelli

## Geboren

### Januari

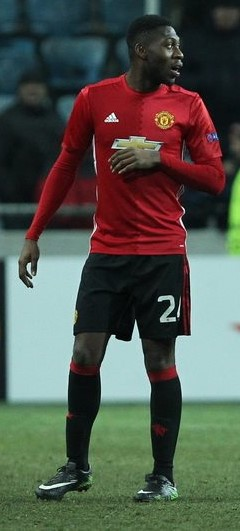
Timothy Fosu-Mensah
geboren op 2 januari

- 1 - Fabian Feyaerts, Belgisch zanger
- 2 - Timothy Fosu-Mensah, Nederlands voetballer
- 2 - Ayhancan Güven, Turks autocoureur
- 4 - Klara Jazbec, Sloveens zangeres
- 5 - Carles Aleñá, Spaans voetballer
- 6 - Ismail Azzaoui, Belgisch voetballer
- 6 - Merel Freriks, Nederlands handbalster
- 6 - Tabitha van Krimpen, Nedertlands theoloog
- 7 - Mylène Chavas, Frans voetbalster
- 8 - Manuel Locatelli, Italiaans voetballer
- 9 - Milena Bykova, Russisch snowboardster
- 10 - Giacomo Ballabio, Italiaans wielrenner
- 10 - Maayke Tjin A-Lim, Nederlands atlete
- 11 - Élisa De Almeida, Frans voetbalster
- 12 - Julie Piga, Frans-Italiaans voetbalster
- 12 - Reena Wichmann, Duits voetbalster
- 12 - Rafik Zekhnini, Noors voetballer
- 13 - Gabrielle Daleman, Canadees kunstschaatsster
- 15 - Chloe Kelly, Engels voetbalster
- 17 - Natalia Kaczmarek, Pools atlete
- 17 - Amos Pieper, Duits voetballer
- 17 - Anthony Zambrano, Colombiaans atleet
- 18 - Lisandro Martínez, Argentijns voetballer
- 19 - Darryl Bäly, Nederlands voetballer
- 19 - Tom Donnenwirth, Frans wielrenner
- 19 - Lily Donoghue, Amerikaans actrice
- 19 - Josefine Rybrink, Zweeds voetbalster
- 20 - Anniek Smulders, Nederlands voetbalster
- 20 - Frances Tiafoe, Amerikaans tennisser
- 21 - Darryn Binder, Zuid-Afrikaans motorcoureur
- 21 - Florian Janits, Oostenrijks autocoureur
- 23 - Ernie Francis jr., Amerikaans autocoureur
- 23 - Jahseh Dwayne Onfroy, Amerikaans rapper en zanger (overleden 2018)
- 24 - Babette Vandeput, Belgisch atlete
- 27 - Elise Vanderelst, Belgisch atlete
- 28 - Javier Acevedo, Canadees zwemmer
- 28 - Ariel Winter, Amerikaans actrice
- 28 - Dani de Wit, Nederlands voetballer
- 28 - Payton Pritchard, Amerikaans basketballer
- 29 - Maxine van Breukelen, Nederlands zangeres
- 29 - Jorge Martín, Spaans motorcoureur
- 30 - Grigoris Kastanos, Cypriotisch voetballer
- 31 - Nicolás Dapero, Argentijns autocoureur
- 31 - Usheoritse Itsekiri, Nigeriaans atleet
- 31 - Bradie Tennell, Amerikaans kunstschaatsster

### Februari
- 1 - Laura Freigang, Duits voetbalster
- 1 - Stefan Kozlov, Amerikaans tennisser
- 2 - Ben Green, Brits autocoureur
- 2 - Lü Xianjing, Chinees wegwielrenner en mountainbiker
- 2 - Lena Pauels, Duits voetbalster
- 3 - Yurani Blanco, Spaans wielrenster
- 3 - Blás Riveros, Paraguayaans voetballer
- 4 - Alessandro Monaco, Italiaans wielrenner
- 5 - Dante Wammes, Nederlands voetbalster
- 9 - Cem Bölükbaşı, Turks autocoureur en e-sporter
- 9 - Marina Kaye, Franse zangeres
- 10 - Aitor Buñuel, Spaans voetballer
- 10 - Eline de Smedt, Belgisch gymnaste
- 11 - Carel Eiting, Nederlands voetballer
- 11 - Olivia Scott Welch, Amerikaans actrice
- 14 - Jonathan Aberdein, Zuid-Afrikaans autocoureur
- 15 - George Russell, Brits autocoureur
- 17 - Antoine Debons, Zwitsers wielrenner
- 17 - Hannes Soomer, Estisch motorcoureur
- 19 - Chappell Roan, Amerikaanse zangeres
- 20 - Clarence Munyai, Zuid-Afrikaans atleet
- 22 - Vlad Chadarin, Russisch snowboarder
- 22 - Sophie Wilde, Australisch actrice
- 24 - Remy Gardner, Australisch motorcoureur
- 25 - Méline Nocandy, Frans handbalster
- 25 - Matheus Pereira da Silva, Braziliaans voetballer
- 25 - Ismaïla Sarr, Senegalees voetballer
- 25 - Chris Vos, Nederlands snowboarder
- 27 - Elisa Balsamo, Italiaans wielrenster
- 27 - Felix Gall, Oostenrijks wielrenner
- 27 - Daniela Ulbing, Oostenrijks snowboardster
- 28 - Teun Koopmeiners, Nederlands voetballer

### Maart

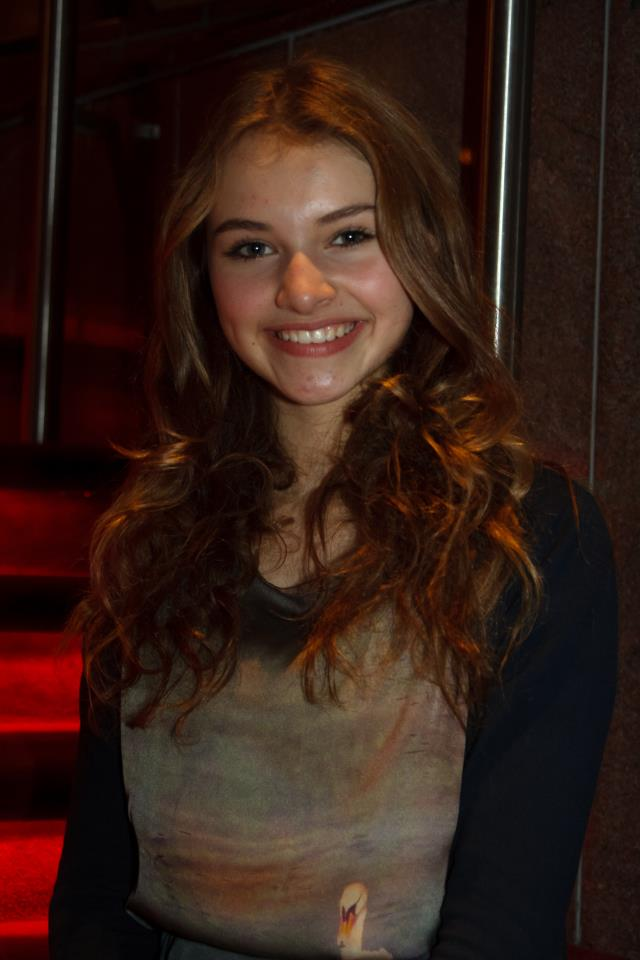
Vajèn van den Bosch
geboren op 13 maart

- 2 - Andrej Barna, Servisch zwemmer
- 2 - Esmee Hawkey, Brits autocoureur
- 2 - Meta Hrovat, Sloveens alpineskiester
- 3 - Jayson Tatum, Amerikaans basketballer
- 4 - Obi Toppin, Amerikaans basketballer
- 5 - Sergio Díaz, Paraguayaans voetballer
- 5 - Yusra Mardini, Syrisch zwemster
- 7 - Amanda Gorman, Amerikaans dichteres
- 11 - Jessie Fleming, Canadees voetbalster
- 11 - Deyovaisio Zeefuik, Nederlands voetballer
- 12 - Giulio Maggiore, Italiaans voetballer
- 13 - Vajèn van den Bosch, Nederlands zangeres en (musical- en stem)actrice
- 13 - Jay-Roy Grot, Nederlands voetballer
- 18 - Tyler Stites, Amerikaans wielrenner
- 18 - Miltiadis Tentoglou, Grieks atleet
- 18 - Zane Waddell, Zuid-Afrikaans zwemmer
- 19 - Ryan Norman, Amerikaans autocoureur
- 19 - Brigitte Sleeking, Nederlands waterpolospeler
- 20 - Vitor Baptista, Braziliaans autocoureur
- 20 - Giovanni Troupée, Nederlands voetballer
- 21 - Ralf Aron, Estisch autocoureur
- 22 - Paola Andino, Amerikaans actrice
- 22 - Jordan Missig, Amerikaans autocoureur
- 24 - Nienke Wijnhoven, Nederlands zangeres
- 25 - Ryan Simpkins, Amerikaans actrice
- 26 - Satoko Miyahara, Japans kunstschaatsster
- 27 - Maja Bay Østergaard, Deens voetbalster
- 28 - Sandi Lovrić, Sloveens voetballer
- 29 - Mitchell Cheah, Maleisisch autocoureur
- 29 - Marco Murgano, Italiaans wielrenner

### April

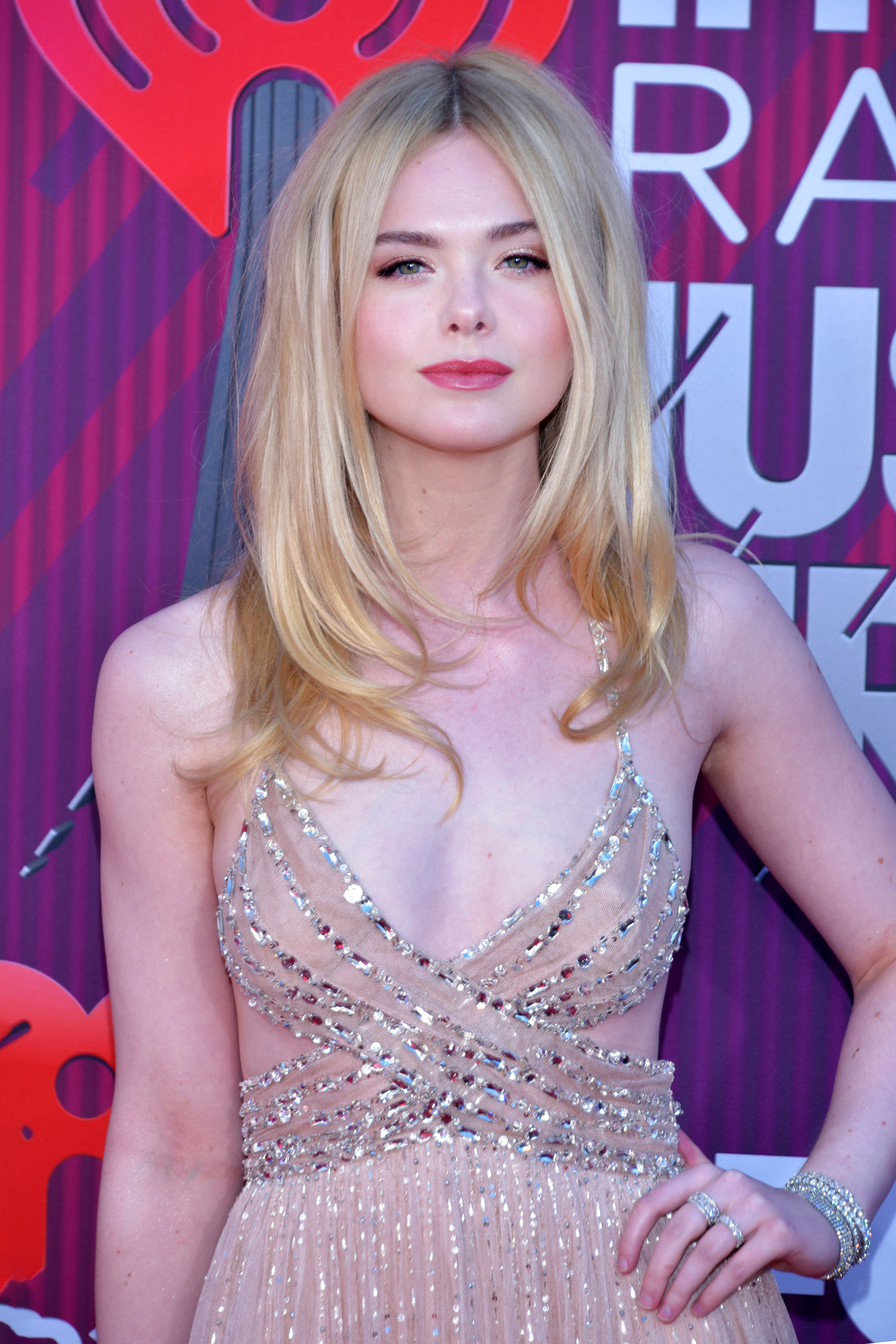
Elle Fanning
geboren op 9 april

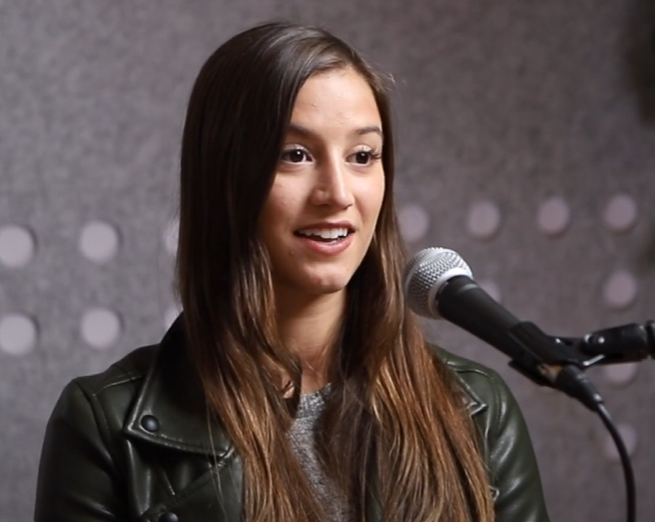
Lexie Alford
geboren op 10 april

- 1 - Coco Michelle de Jong, Nederlands powerliftster
- 2 - Hamish Beadle, Nieuw-Zeelands wielrenner
- 2 - Samuele Zambelli, Italiaans wielrenner
- 3 - Gabriel Aubry, Frans autocoureur
- 4 - Philippine Zadéo, Frans zangeres
- 5 - Thomas Laurent, Frans autocoureur
- 6 - Signe Bruun, Deens voetbalster
- 6 - Karolien Florijn, Nederlands roeister
- 6 - Peyton Roi List, Amerikaanse actrice
- 6 - Fernando Scheffer, Braziliaans zwemmer
- 7 - Benthe König, Nederlands atlete
- 8 - Renan Lodi, Braziliaans voetballer
- 9 - Elle Fanning, Amerikaans actrice
- 9 - Dániel Nagy, Hongaars autocoureur
- 9 - Gabriel Tual, Frans atleet
- 10 - Lexie Alford, Amerikaans webvideoproducente en recordhoudster
- 10 - Ashley Ausburn, Amerikaans actrice
- 10 - Anna Pogorilaja, Russisch kunstschaatsster
- 10 - Sem Wensveen, Nederlands tennisster en model
- 11 - Kim Remijnse, Nederlands voetbalster
- 13 - Kristina Clonan, Australisch wielrenster
- 14 - Marcin Budziński, Pools wielrenner
- 14 - Tomasz Budziński, Pools wielrenner
- 16 - Beatrich, Litouws zangeres
- 17 - Matevos Isaakjan, Russisch autocoureur
- 17 - Anna Gerhardt, Duits voetbalster
- 17 - Anna Odine Strøm, Noors schansspringster
- 20 - Zachary Claman DeMelo, Canadees autocoureur
- 20 - Dries Vanthoor, Belgisch autocoureur
- 21 - Samuela Comola, Italiaans biatlete
- 23 - Selma Sól Magnúsdóttir, IJslands voetbalster
- 24 - Ryan Newman, Amerikaans actrice
- 24 - Hanna Obbeek, Nederlands actrice
- 25 - Marco Tol, Nederlands voetballer
- 25 - Maartje Keuning, Nederlands waterpolospeelster
- 27 - Froy Gutierrez, Amerikaans acteur en zanger
- 27 - Kaj Sierhuis, Nederlands voetballer
- 28 - Azor Matusiwa, Nederlands voetballer
- 29 - Jonas de Geus, Nederlands hockeyer
- 29 - MC Kevin, Braziliaans zanger (overleden 2021)
- 29 - Alexandre Mayer, Mauritiaans wielrenner

### Mei

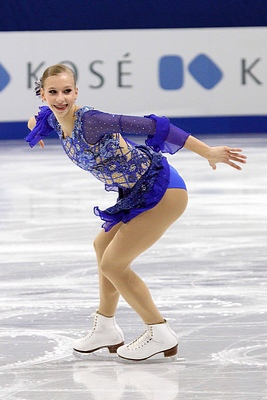
Polina Edmunds
geboren op 18 mei

- 2 - Jonathan Ikone, Frans voetballer
- 4 - Lucas Kohl, Braziliaans autocoureur
- 5 - Isaiah Hartenstein, Duits-Amerikaans basketballer
- 5 - Mart Hoogkamer, Nederlands zanger
- 5 - Aryna Sabalenka, Wit-Russisch tennisster
- 5 - Giulia Tanno, Zwitsers freestyleskiester
- 7 - Dani Olmo, Spaans voetballer
- 10 - Malachi Flynn, Amerikaans basketballer
- 11 - Eva Hermans-Kroot, Nederlands blogger en schrijfster (overleden 2024)
- 11 - Fran Villalba, Spaans voetballer
- 12 - Gift Leotlela, Zuid-Afrikaans atleet
- 15 - Chandra Davidson, Canadees voetbalster
- 18 - Polina Edmunds, Amerikaans kunstschaatsster
- 20 - Jamie Chadwick, Brits autocoureur
- 20 - Thomas Fannon, Brits zwemmer
- 20 - Nam Nguyen, Canadees kunstschaatser
- 22 - Davide Baldaccini, Italiaans wielrenner
- 22 - Annouk Boshuizen, Nederlands voetbalster
- 23 - Sérgio Sette Câmara, Braziliaans autocoureur
- 24 - Daisy Edgar-Jones, Brits actrice
- 27 - Charlie Estcourt, Welsh voetbalster
- 29 - Jannette van Belen, Nederlands voetbalster
- 29 - Felix Passlack, Duits voetballer
- 29 - Sophie Ousri, Nederlands youtuber
- 30 - Hugo Magnetti, Frans voetballer
- 31 - Santino Ferrucci, Amerikaans autocoureur
- 31 - Ryo Mizuno, Japans motorcoureur
- 31 - Kobe Vleminckx, Belgisch atleet

### Juni

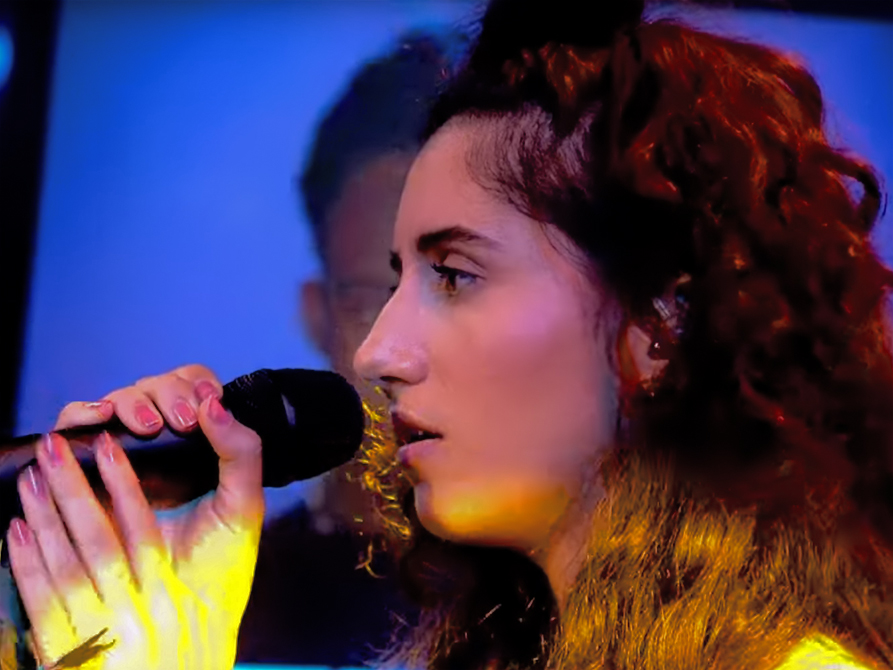
Naaz
geboren op 8 juni

- 2 - Siebe Horemans, Belgisch voetballer
- 4 - Viktor Gyökeres, Zweeds voetballer
- 5 - Maksim Boerov, Russisch freestyleskiër
- 5 - Thibault De Smet, Belgisch voetballer
- 5 - Joelia Lipnitskaja, Russisch kunstschaatsster
- 8 - Mark Hendrickson, Canadees freestyleskiër
- 8 - Naaz Mohammad, Nederlands zangeres
- 9 - Roshon van Eijma, Nederlands-Curaçaos voetballer
- 9 - Héctor Garzó, Spaans motorcoureur
- 9 - Florien Reesink, Nederlands volleybalster
- 10 - Tonko Bossen, Nederlands acteur
- 11 - Justin Hoogma, Nederlands voetballer
- 11 - Wilma Murto, Fins polsstokhoogspringster
- 11 - Charlie Tahan, Amerikaans acteur
- 12 - Brandon Anderson, Amerikaans basketballer
- 13 - Ruben Annink, Nederlands zanger
- 13 - Adam Norrodin, Maleisisch motorcoureur
- 14 - Greta Marturano, Italiaans wielrenster
- 15 - Koen van Heest, Nederlands YouTuber
- 15 - Kinzang Lhamo, Bhutanees marathonloper
- 15 - Hachim Mastour, Marokkaans voetballer
- 15 - Aleksandr Samarin, Russisch kunstschaatser
- 15 - Filippo Tortu, Italiaans atleet
- 16 - Kim Busch, Nederlands zwemster
- 16 - Ritsu Doan, Japans voetballer
- 18 - Patricia Janečková, Slowaaks operazangeres (overleden 2023)
- 20 - Kajsa Vickhoff Lie, Noors alpineskiester
- 21 - Isabel Atkin, Brits freestyleskiester
- 21 - Gerben Thijssen, Belgisch wielrenner
- 25 - Kyle Chalmers, Australisch zwemmer
- 25 - Leonardo Pulcini, Italiaans autocoureur
- 25 - Desmond Bane, Amerikaans basketballer
- 27 - Marius Lindvik, Noors schansspringer
- 27 - Max Moffatt, Canadees freestyleskiër
- 28 - Joel Eriksson, Zweeds autocoureur
- 29 - Emma Oosterwegel, Nederlands atlete
- 29 - Elizabeth Pechersky, Canadees voetbalster
- 29 - Michael Porter Jr., Amerikaans basketballer
- 30 - Danilho Doekhi, Nederlands voetballer
- 30 - Houssem Aouar, Frans voetballer
- 30 - Tom Davies, Engels voetballer
- 30 - Simon Hansen, Deens atleet

### Juli

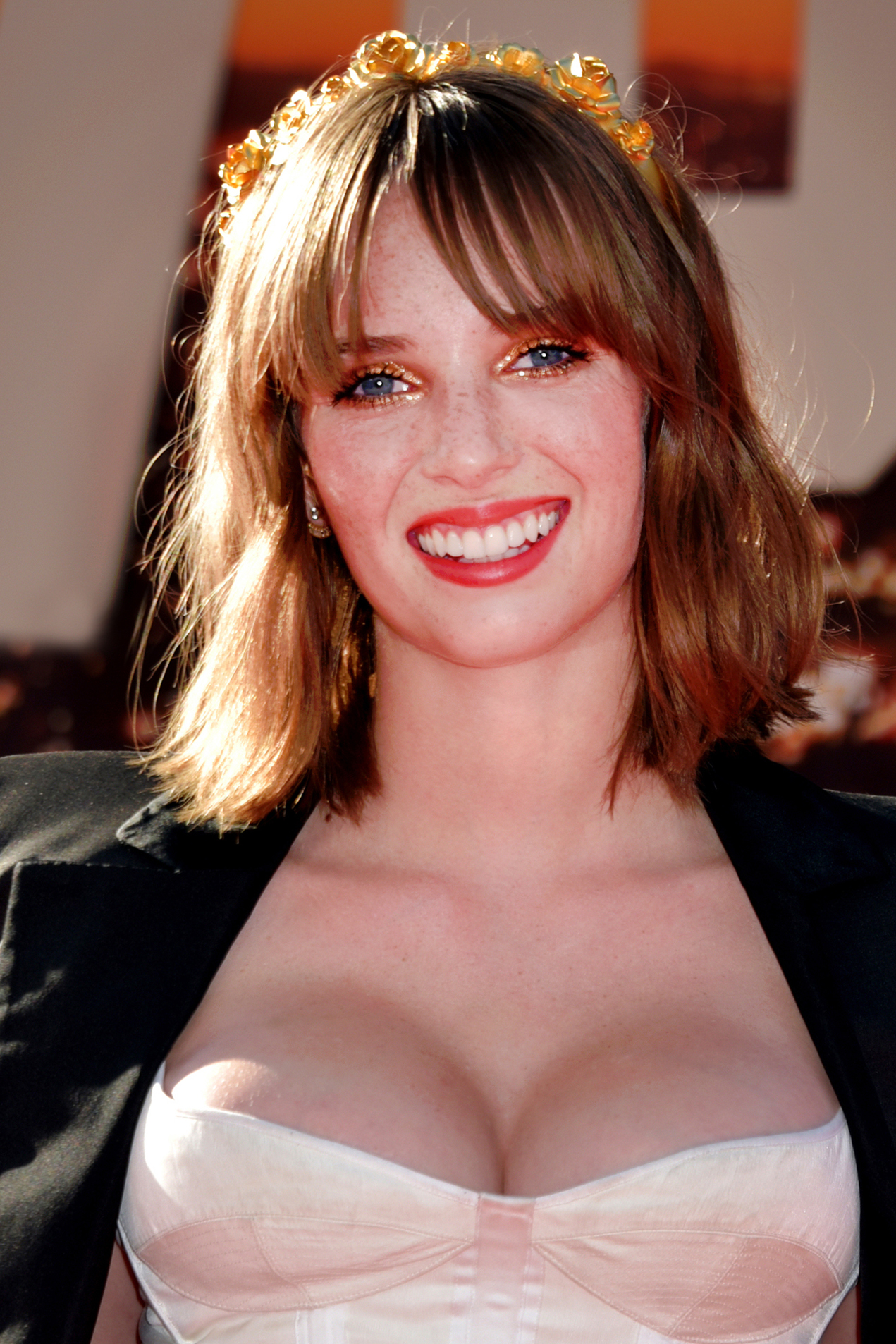
Maya Hawke
geboren op 8 juli

- 1 - Fabiënne Bergmans, Nederlands zangeres
- 1 - Ali Idow Hassan, Somalisch atleet
- 2 - Ema Klinec, Sloveens schansspringster
- 2 - Karabo Sibanda, Botswaans atleet
- 3 - Pedro Piquet, Braziliaans autocoureur
- 3 - Callan Rydz, Engels darter
- 5 - Emily Fox, Amerikaans voetbalster
- 5 - Robbie van de Graaf, Nederlands youtuber
- 5 - Constance Picaud, Frans voetbalster
- 7 - Dylan Sprayberry, Amerikaans acteur
- 8 - Jakara Anthony, Australisch freestyleskiester
- 8 - Maya Hawke, Amerikaans actrice
- 8 - Jaden Smith, Amerikaans acteur en rapper
- 9 - Hugo Lapalus, Frans langlaufer
- 10 - Angus Cloud, Amerikaans acteur (overleden 2023)
- 11 - Norbert Tóth, Hongaars autocoureur
- 12 - Reece Howden, Canadees freestyleskiër
- 12 - Jacin Koot, Nederlands rapper
- 15 - Jurich Carolina, Curaçaos-Nederlands voetballer
- 16 - Mattia Drudi, Italiaans autocoureur
- 16 - Taylor Ziemer, Amerikaans voetbalster
- 17 - Ferdinand Dahl, Noors freestyleskiër
- 17 - Laura van Kaam, Nederlands zangeres
- 18 - Tomoya Koyama, Japans wielrenner
- 20 - Chantal Hagel, Duits voetbalster
- 21 - Thomas Preining, Oostenrijks autocoureur
- 22 - Madison Pettis, Amerikaans actrice
- 22 - Niels Zonneveld, Nederlands darter
- 23 - Martina Lenzini, Italiaans voetbalster
- 24 - Bindi Irwin, Australisch actrice en dochter van natuurbeschermer Steve Irwin
- 24 juli - Cailee Spaeny, Amerikaans actrice
- 25 - Harrison Newey, Brits autocoureur
- 26 - Diana Gomes, Portugees voetbalster
- 30 - Eveline Saalberg, Nederlands atlete
- 31 - Rico Rodriguez, Amerikaans acteur

### Augustus

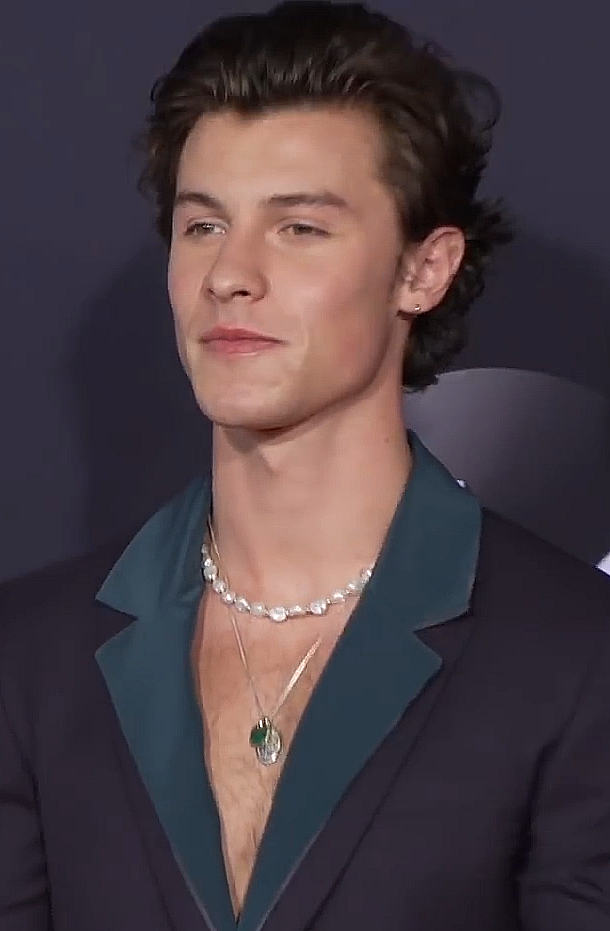
Shawn Mendes
geboren op 8 augustus

- 1 - Tawin Hanprab, Thais taekwondoka
- 1 - Khamani Griffin, Amerikaans acteur
- 2 - Bruno Blašković, Kroatisch zwemmer
- 4 - Adrián Ben, Spaans atleet
- 4 - Toshiki Oyu, Japans autocoureur
- 4 - Piotr Pękala, Pools wielrenner
- 5 - Michail Vekovisjtsjev, Russisch zwemmer
- 5 - João Almeida, Portugees wielrenner
- 7 - Amanda Nildén, Zweeds voetbalster
- 8 - Shawn Mendes, Canadees zanger
- 8 - Ronan Parke, Engels zanger
- 8 - Lara Prašnikar, Sloveens voetbalster
- 9 - Jorrit Croon, Nederlands hockeyer
- 10 - Eythora Thorsdottir, Nederlands turnster
- 10 - Emilio Estevez Tsai, Taiwanees-Spaans voetballer
- 11 - Lova Sönnerbo, Zweeds zangeres
- 12 - Kacper Przybylski, Belgisch youtuber (overleden 2020)
- 13 - Kailani Craine, Australisch kunstschaatsster
- 13 - Justin Schoenefeld, Amerikaans freestyleskiër
- 14 - Loris Cresson, Belgisch motorcoureur
- 14 - Stefan collier, Nederlands acteur
- 15 - Jari Vlak, Nederlands voetballer
- 16 - Rachel Traets, Nederlands zangeres
- 16 - Hamza Othman, Nederlands acteur
- 20 - Paulo André de Oliveira, Braziliaans atleet
- 20 - Lieke Klaver, Nederlands atlete
- 21 - Andri Ragettli, Zwitsers freestyleskiër
- 21 - Kristina Spiridonova, Russisch freestyleskiester
- 25 - China Anne McClain, Amerikaans actrice en zangeres
- 27 - Erika Brown, Amerikaans zwemster

### September
- 2 - Nickeil Alexander-Walker, Canadees basketballer
- 2 - Carter Bettles, Australisch wielrenner
- 4 - Geert Nentjes, Nederlands darter
- 5 - Matteo Rizzo, Italiaans kunstschaatser
- 6 - Kiernan Dewsbury-Hall, Engels voetballer
- 6 - Michele Perniola, Italiaans zanger
- 7 - Jakov Medić, Kroatisch voetballer
- 7 - Ola Solbakken, Noors voetballer
- 7 - Hanna Tserach, Wit-Russisch wielrenster
- 8 - Esther Graf, Oostenrijks zangeres en model
- 8 - Matheus Leist, Braziliaans autocoureur
- 8 - Alessio Lorandi, Italiaans autocoureur
- 9 - Dorian Boccolacci, Frans autocoureur
- 10 - Simo Laaksonen, Fins autocoureur
- 13 - Bokke8, Nederlands rapper
- 14 - Carrie Schreiner, Duits autocoureur
- 15 - Charles Kagimu, Oegandees wielrenner
- 16 - Ali Gallo, Amerikaans actrice
- 17 - Jette Behrens, Duits voetbalster
- 17 - Lars Olden Larsen, Noors voetballer
- 17 - Jason Lokilo, Belgisch-Congolees voetballer
- 17 - Hanna Németh, Hongaars voetbalster
- 18 - Harald Østberg Amundsen, Noors langlaufer
- 18 - Ethan Hayter, Brits wielrenner
- 18 - Christian Pulisic, Amerikaans voetballer
- 19 - Jacob Bruun Larsen, Deens voetballer
- 19 - Phia Saban, Brits actrice
- 20 - Marco Arop, Canadees atleet
- 20 - Khairul Idham Pawi, Maleisisch motorcoureur
- 21 - Alexander Hall, Amerikaans freestyleskiër
- 21 - Tadej Pogačar, Sloveens wielrenner
- 23 - Mélanie Meillard, Zwitsers alpineskiester
- 24 - Oskar Elofsson, Zweeds freestyleskiër
- 24 - Giovanni Latooy, Nederlands youtuber
- 26 - Igor Fraga, Braziliaans autocoureur en e-sporter
- 27 - Becky Storrie, Brits wielrenster

### Oktober
- 1 - Jehan Daruvala, Indiaas autocoureur
- 1 - Hunter Hess, Amerikaans freestyleskiër
- 1 - Danika Yarosh, Amerikaans actrice
- 2 - Alessandro Miressi, Italiaans zwemmer
- 3 - Pleun Bierbooms, Nederlands zangeres
- 3 - Abdul Zubairu, Nigeriaans voetballer
- 4 - Christopher Lillis, Amerikaans freestyleskiër
- 6 - Siebe Sol, Nederlands bassist
- 7 - Trent Alexander-Arnold, Engels voetballer
- 7 - Alef João, Nederlands-Angolees voetballer
- 9 - Max Defourny, Belgisch autocoureur
- 9 - Roeslan Zacharov, Russisch langebaanschaatser (overleden 2021)
- 10 - Fabio Di Giannantonio, Italiaans motorcoureur
- 10 - Hilary Gong, Nigeriaans voetballer
- 10 - Job van Uitert, Nederlands autocoureur
- 11 - James Roe jr., Iers autocoureur
- 12 - Gabrielle  Carle, Canadees voetbalster
- 12 - Miyabi Onitsuka, Japans snowboardster
- 14 - Kenneth Bednarek, Amerikaans atleet
- 19 - Kyle Kirkwood, Amerikaans autocoureur
- 22 - Ianis Hagi, Roemeens voetballer
- 22 - Paige Madden, Amerikaans zwemster
- 22 - Harry Souttar, Australisch-Schots voetballer
- 23 - Amandla Stenberg, Amerikaans actrice
- 23 - Willum Þór Willumsson, IJslands voetballer
- 25 - Tianlang Guan, Chinees golfer
- 25 - Felix Sandman, Zweeds zanger en acteur
- 27 - Dayot Upamecano, Frans voetballer
- 28 - Soufiane Eddyani, Belgisch rapper
- 28 - Nolan Gould, Amerikaans acteur
- 28 - Perrine Laffont, Frans freestyleskiester
- 28 - Jorn Vancamp, Belgisch voetballer
- 29 - Danique Robijns, Nederlands zangeres
- 29 - Lance Stroll, Canadees autocoureur
- 31 - Dong Jie, Chinees zwemster

### November
- 2 - Nadav Guedj, Frans-Israëlische zanger
- 7 - Delano Burgzorg, Nederlands voetballer
- 7 - Clemens Leitner, Oostenrijks schansspringer
- 9 - Bentley Niquet-Olden, Australisch wielrenner
- 10 - Djordje Mihailovic, Amerikaans-Servisch voetballer
- 11 - Callum Ilott, Brits autocoureur
- 12 - Merle Baasdam, Nederlands volleybalster
- 15 - Dico Jap Tjong, Nederlands voetballer
- 15 - Appie Mussa, Somalisch-Nederlandse acteur en tiktokker
- 15 - Anton Stach, Duits voetballer
- 16 - Hannah Mae, Nederlands singer-songwriter
- 16 - Chloe Moran, Australisch wielrenster
- 17 - Mahaveer Raghunathan, Indiaas autocoureur
- 19 - Joey Veerman, Nederlands voetballer
- 23 - Bradley Steven Perry, Amerikaans acteur
- 28 - Isabella Kresche, Oostenrijks voetbalster
- 28 - Inge Tijink, Nederlands voetbalster
- 29 - Ayumu Hirano, Japans snowboarder
- 30 - Niels de Langen, Nederlands paralympisch alpineskiër

### December

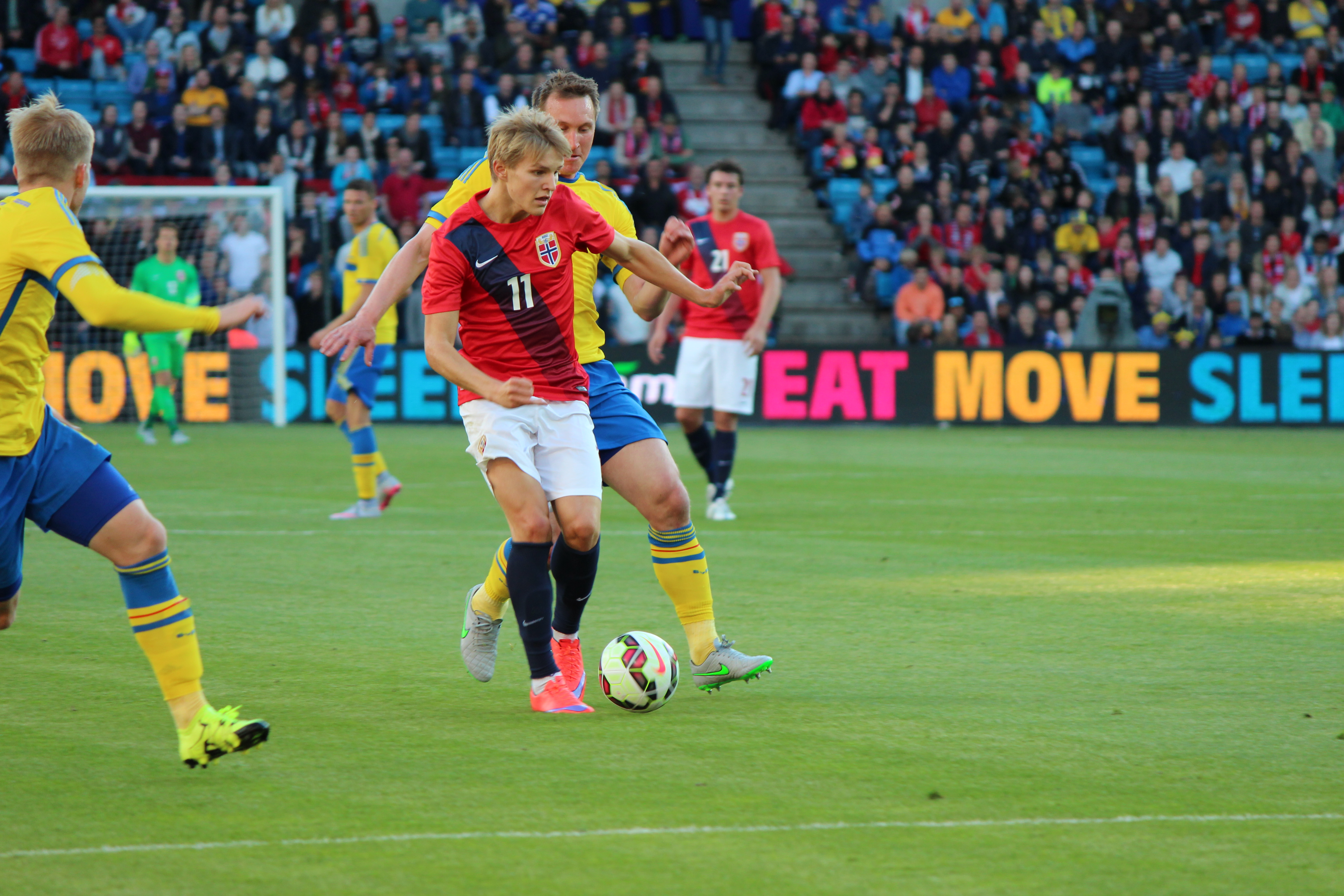
Martin Ødegaard
geboren op 17 december

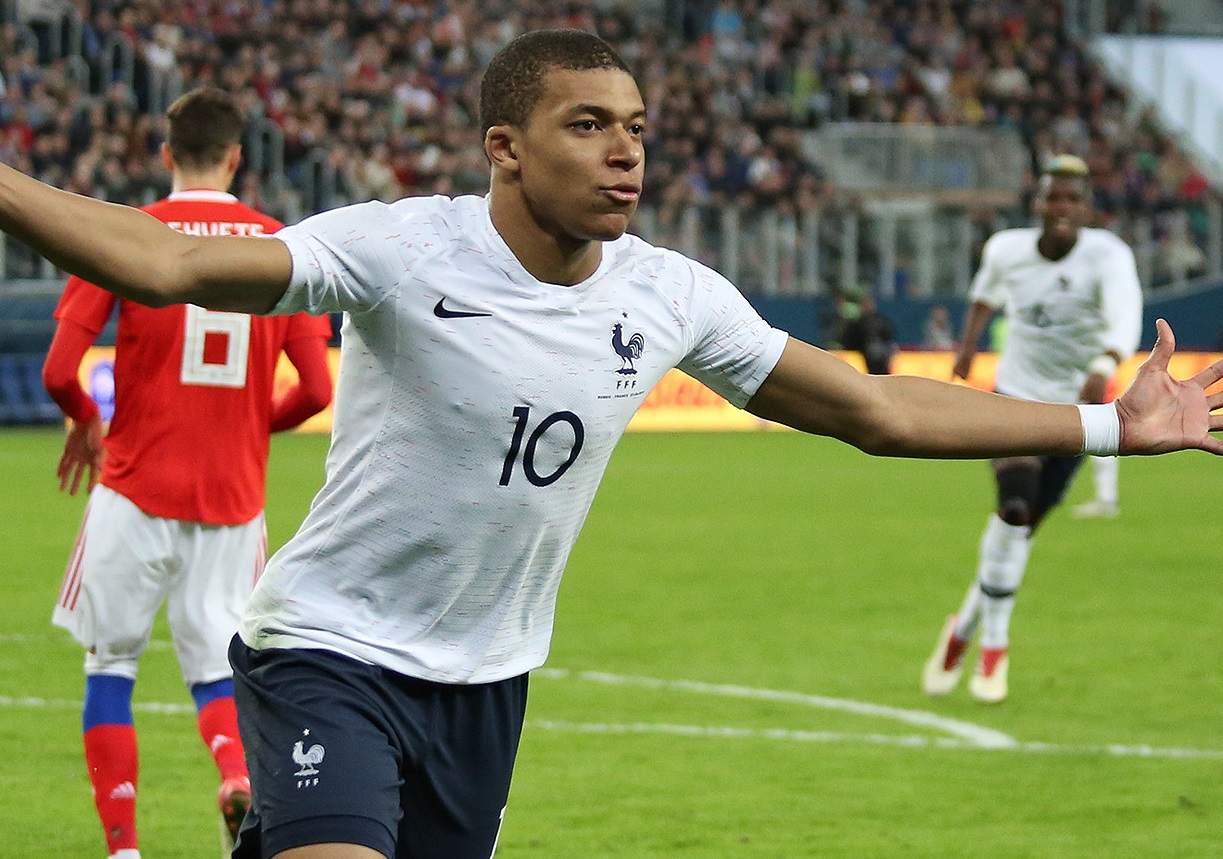
Kylian Mbappé
geboren op 20 december

- 2 - Jarad Higgins (Juice WRLD), Amerikaans rapper en zanger (overleden 2019)
- 2 - Celeste O'Connor, Amerikaans-Keniaans acteur
- 4 - Armand Laurienté, Frans-Guadeloups voetballer
- 5 - Randal Kolo Muani, Frans-Congolees voetballer
- 6 - Marijke Wijnmaalen - Nederlands atlete
- 8 - Matthew Wilson, Australisch zwemmer
- 9 - Trenton Julian, Amerikaans zwemmer
- 9 - Famke Louise, Nederlands vlogster en zangeres
- 11 - Dante Rigo, Belgisch voetballer
- 14 - Sophie Hediger, Zwitsers snowboardster (overleden 2024)
- 14 - Jurre Otto, Nederlands artiest en zanger
- 15 - Somkiat Chantra, Thais motorcoureur
- 16 - Casey Larson, Amerikaans schansspringer
- 17 - Martin Ødegaard, Noors voetballer
- 17 - Ségolène Thomas, Frans wielrenster
- 18 - Simona Quadarella, Italiaans zwemster
- 18 - Calvin Stengs, Nederlands voetballer
- 18 - Winter Vinecki, Amerikaans freestyleskiester
- 20 - Rick van Drongelen, Nederlands voetballer
- 20 - Kylian Mbappé, Frans voetballer
- 20 - Lilla Turányi, Hongaars voetbalster
- 21 - Delaney Schnell, Amerikaans schoonspringster
- 23 - Andreas Alamommo, Fins schansspringer
- 25 - Tamsin Cook, Australisch zwemster
- 26 - Dominika Grabowska, Pools voetbalster
- 27 - Luka Garza, Amerikaans-Bosnisch basketballer
- 29 - Jordan Paquot, Belgisch atleet
- 30 - Jutta Leerdam, Nederlands langebaanschaatsster

### Datum onbekend
- Bnnyhunna, Nederlandse multi-instrumentalist, muziekproducent en componist
- Habtamu de Hoop, Nederlands politicus en presentator
- Lotte van Eijk, Rotterdamse influencer met een focus op body positivity

## Weerextremen in België
- 29 januari: Mist in de streek van Rekkem (Menen) is oorzaak van kettingbotsing met een honderdtal wagens en acht doden.
- 3 februari: Minimumtemperatuur in Elsenborn (Bütgenbach): –21,9 °C.
- 15 februari: Hoge maximumtemperaturen: 18,5 °C in Hastière.
- april: April met laagste luchtdruk: 1003,9 hPa (normaal 1014,2 hPa).
- 12 mei: IJsheiligen zijn warmste van de eeuw, met maxima boven 30 °C.
- 6 juni: Hagelbuien in de streek van Kortrijk en Moeskroen hagelstenen tot 5 cm.
- 15 juni: 72 mm neerslag in Rillaar (Aarschot).
- 7 augustus: Modderstroom in Tourpes (Leuze-en-Hainaut).
- 13 september: Uitzonderlijke neerslag: 147 mm in Wijnegem.
- 15 september: Uitzonderlijke neerslag: 168 mm in Brasschaat.
- oktober: Oktober met laagste zonneschijnduur: 56 uur (normaal 130 uur).
- 23 november: Zeer koud tot –12,2 °C in Stavelot en −15,6 °C in Elsenborn (eerste maal in 10 jaar).

Bron: KMI Gegevens Ukkel 1901-2003 met aanvullingen 

## Voetnoten
1. ↑  WNT grootste woordenboek ter wereld. Gearchiveerd op 26 september 2007.